# John Ballance
Sir John Ballance (Mallusk, 1839 - Wellington, 1893) va ser un polític i Periodista neozelandés, va servir com 14è Primer Ministre da Nova Zelanda al del 19è segle, i va ser el fundador del Partit Liberal (el primer partit polític organitzat al país).

## Vida primerenca
| Parlament de Nova Zelanda |      |                |                |             |
| Anys                      | Leg. | Circumscripció | Circumscripció | Partit      |
| 1875                      | 5    | Rangitikei     | Rangitikei     | Independent |
| 1876-1879                 | 6    | Rangitikei     | Rangitikei     | Independent |
| 1879-1881                 | 7    | Wanganui       | Wanganui       | Independent |
|                           |      |                |                |             |
| 1884-1887                 | 9    | Wanganui       | Wanganui       | Independent |
| 1887-1890                 | 10   | Wanganui       | Wanganui       | Independent |
| 1890-1893                 | 11   | Wanganui       | Wanganui       | Liberal     |

El fill gran de Samuel Ballance (un pagès de Glenavy, Comtat d'Antrim, en el que actualment és Irlanda del Nord i Mary McNiece, John Ballance va néixer el 27 de març de 1839 a Mallusk al Comtat d'Antrim. Va ser educat en una Escola Nacional i, a la sortida, va ser aprenent d'una ferreteria a Belfast.